# Cycloseris costulata
Espèce
Synonymes
- Fungia costulata Ortmann, 1889 (préféré par UICN)

Cycloseris costulata est une espèce de coraux appartenant à la famille des Fungiidae.